# Francy Boland
Pour les articles homonymes, voir Boland (homonymie).
Francy Boland, né à Namur le 6 novembre 1929, mort à Genève le 12 août 2005 est un musicien de jazz belge.
Il se fait remarquer pour la première fois en 1949 et travaille avec des grands du jazz belge comme Bobby Jaspar. En 1955 il rejoint le quintette de Chet Baker . Il s'installe aux États-Unis et commence à arranger pour Count Basie, Benny Goodman, Woody Herman et Dizzy Gillespie.
Il codirige à partir de 1961 avec le batteur Kenny Clarke une formation au personnel international, le Clarke-Boland Big Band qui devient rapidement l'un des big bands les plus réputés en dehors des États-Unis. Après sa séparation en 1972, il se concentre sur la composition.

## Discographie
- Out of the Background (SABA, 1967)
- Flirt and Dream (SABA, 1967)

Avec Johnny Griffin
- Night Lady (Philips, 1964)
- Tough Tenors Again 'n' Again (MPS, 1970) – avec Eddie "Lockjaw" Davis

Kenny Clarke / Francy Boland Big Band (1962-1971)
- see the discography section of The Kenny Clarke-Francy Boland Big Band

Avec Sahib Shihab
- Summer Dawn (Argo, 1964)
- Seeds (Vogue Schallplatten, 1968)
- Companionship (Vogue Schallplatten, 1964-70 [1971])